# GE-200
GE-200 — серия мини-компьютеров, выпускавшихся компанией General Electric в 1960-х годах.
Главной машиной линейки был 20-битный мини-компьютер GE-225. Он имел 11 каналов ввода-вывода, был собран на дискретных транзисторах и использовал память на магнитных сердечниках, максимальный размер которой составлял 16 кБ. Компьютер мог использовать числа с плавающей запятой.
- GE-215 был урезанной копией GE-225, имел только 6 портов ввода-вывода и поставлялся с 4 или 8 кБ памяти.
- GE-315 имел более быструю память, чем GE-225.

## История
В начале 1960-х годов General Electric совместно с Дартмутским колледжем разработали первую многозадачную операционную систему — DTSS для небольшого компьютера Datanet-30, который занимался обработкой сигналов, поступающих с периферии. В 1964 году GE представили первую систему с разделением времени — GE-265, которая состояла из GE-225 и Datanet-30. GE-265 также был первой системой, которая поддерживала BASIC.